# 그랜 메탈릭
그랜 메탈릭(Gran Metalik)은 본명은 마스카라 도라다(Máscara Dorada)다. 1988년 11월 3일 태어난 멕시코의 남자 프로레슬링선수며 키는 176cm(5 ft 9 in)에다가 몸무게는 86kg(189 lb)이다. 2005년 프로레슬링 입문했고 피니쉬는 다이빙 로프워크 엘보우 드롭, 도라다 스크류 드라이버/메탈릭 드라이버/(사모안 드라이버)로 주로 사용을 한다.

## Professional wrestling highlights
- Finishing moves
  - Diving ropewalk elbow drop
  - Dorada Screwdriver (CMLL/NJPW) / Metalik Driver (WWE) (Samoan driver)
- Signature moves
  - Brillo Dorada (Over the top rope somersault plancha after springboarding over the ropes)
  - Coast To Coast (Diving corner-to-corner dropkick)
  - Multiple hurricanrana variations
    - Over the top rope
    - Springboard double jump
    - Slingshot

  - Springboard double jump victory roll
  - Sunset flip powerbomb
  - Superkick
- Nicknames
  - "El Joven Maravilla"
  - "King of the Ropes" (WWE)
  - "The Crown Jewel of Lucha Libre" (WWE)
- Entrance themes
  - "El Son de la Negra" by The Mariachi Vargas de Tecalitlán
  - "Tornado" by May's
  - "Mariachi Core" by George Gabriel
  - "Metálico" by the CFO$ (WWE; 2016-2018)
  - "Lucha Lucha" by the CFO$ (WWE; 2018-2021; used as a member of the Lucha House Party)
  - "In the Fire" by Def Rebel (WWE; 2021; used as a member of the Lucha House Party)

## 수상
- CMLL 월드 슈퍼 라이트웨이트 챔피언 (1회)
- CMLL 월드 트리오스 챔피언 (2회) - 라 솜프라 앤 라 마스카라 (1회), 미스티코 2 앤 발리엔떼 (1회)
- CMLL 월드 웰터웨이트 챔피언 (4회)
- 멕시칸 내셔널 트리오스 챔피언 (1회) - 메트로 앤 슈투카 시니어
- NWA 히스토릭 웰터웨이트 챔피언 (1회)
- 옥시덴떼 웰터웨이트 챔피언 (1회)
- CMLL 토메오 나시오날 데 파레야스 인크레이블레스 (2010, 2011) - 아틀란티스
- 토메오 코로나 - 라 솜프라
- CMLL 트리오 오브 더 이열 (2010) - 라 솜프라 앤 라 마스카라
- 판타스틱 마리아 태그 토너먼트 (2015) - 아틀란티스
- PWI 랭크트 힘 #152 오브 더 탑 500 싱글즈 레슬링 인 더 PWI 500 인 2013
- WWE 월드 24/7웨이트 챔피언 (1회)